# 산술

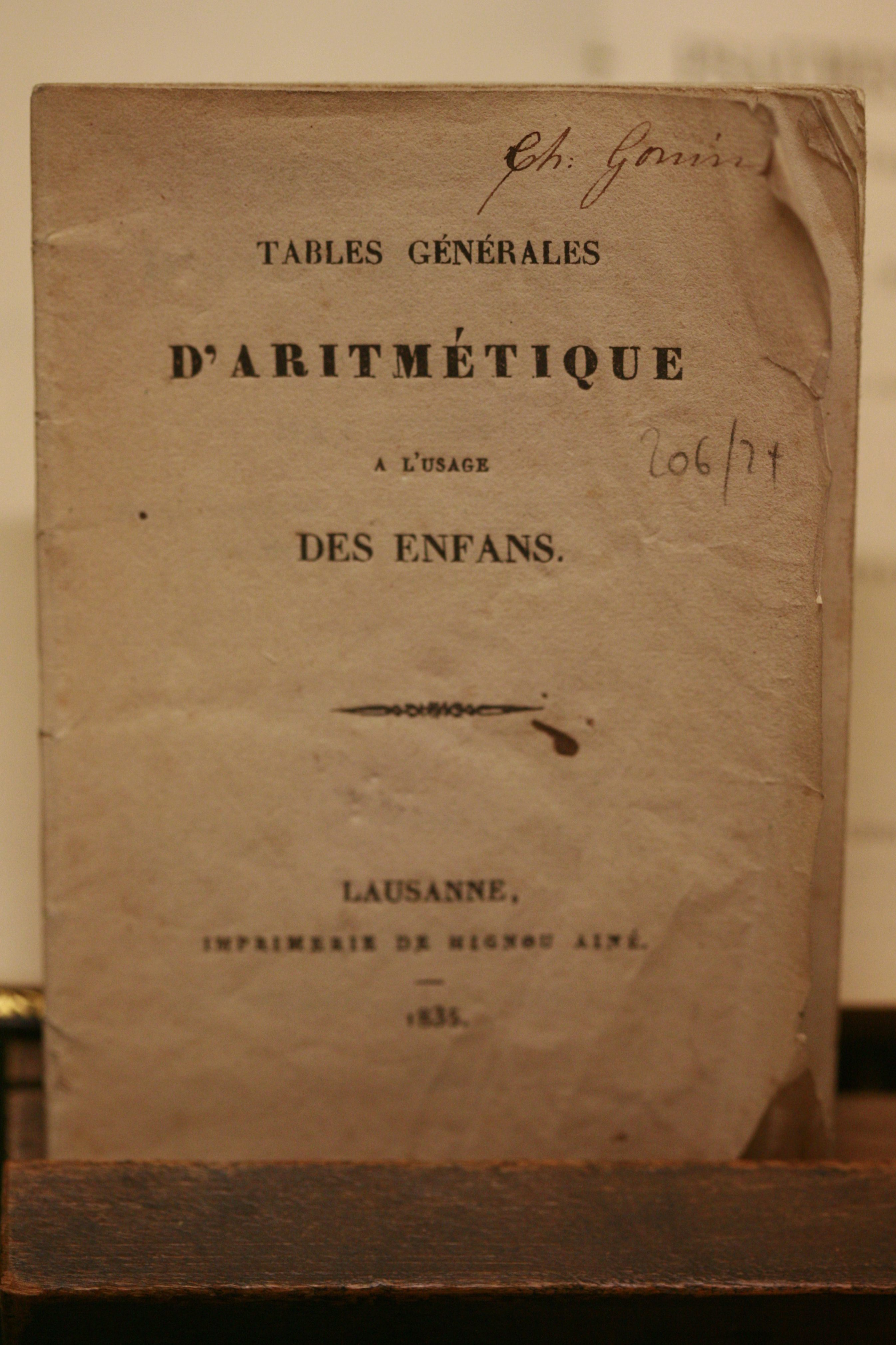

산술(算術, 영어: arithmetic)은 수학의 가장 역사 깊은 분야로, 수의 개념이나 수에 대하여 간단한 계산을 하는 방법, 그 성질이나 계산의 법칙 등의 이론적인 방법을 다루는 학문이다. 특히 정수, 유리수, 실수, 복소수를 사용하여 계산하는 방법을 말한다. 정수론이라고도 한다.
'arithmetic'은 '수'를 뜻하는 arithmos와  '예술', '기술'을 의미하는 tike에서 유래하였다. 산술은 2개 이상의 수를 결합하는 모든 법칙을 다룬다. 대개 수학자들이 말하는 기초 산술은 초등학교 과정에서 배운 내용을 말한다. 이를테면 가장 많이 사용하는 덧셈, 뺄셈, 곱셈, 나눗셈을 비롯하여 분수, 기하학과 측정, 비와 비율, 간단한 확률, 보다 고급 수준에서 다루는 대수학이 기초 산술에 해당한다. 좀 더 수준이 높아지는 단계에서는 합동식 계산, 제곱근 및 거듭제곱 계산, 어려운 인수분해 같은 산술 내용을 다루기도 한다. 수학자들은 보다 전문적인 분야인 수론을 '산술'이라고 부르기도 한다. 덧셈과 뺄셈에 대한 산술은 가감산(加減算)이라고 부른다.

## 사칙연산
산술에서 다루어지는 계산법 중 덧셈(+), 뺄셈(-), 곱셈(×), 나눗셈(÷)의 네 가지 이항연산을 묶어 '사칙연산', 또는 '가감승제'라 부른다. 자연수에서 정의되는 사칙연산 중에, 뺄셈과 나눗셈의 경우는 제약이 있으며, 이 제약을 풀기 위한 과정에서 정수나 유리수까지 수의 범위를 넓히며 사칙연산을 생각할 수 있게 된다.
사칙연산에는 교환법칙, 결합법칙, 분배법칙 등의 성질이 있으며, 추상대수학에서는 사칙연산을 자유롭게 적용할 수 있는 수의 집합을 체라고 부르고 있다. 유리수 전체의 집합, 실수의 집합, 복소수의 집합이 체에 해당한다.
뺄셈은 덧셈의 역산(inverse operation)이며, {\displaystyle a+b=c}일 경우,  {\displaystyle a=c-b,b=c-a} 가 성립한다.
{\displaystyle a+b=0}(덧셈에 대한 항등원)이 되는 {\displaystyle b}는 {\displaystyle -a}로 표시한다.
또한 {\displaystyle a-b=0}(덧셈에 대한 항등원)이 되는 {\displaystyle -b}는 {\displaystyle -a}로 표시한다.
실제로  {\displaystyle a-b}는 {\displaystyle a+(-b)}로 생각할 수 있다.
나눗셈은 곱셈의 역연산이며,  {\displaystyle a\times b=c} 일 경우,  {\displaystyle a=c\div b,b=c\div a} 가 성립한다.
{\displaystyle a\times b=1}(곱셈에 대한 항등원) 이 되는 {\displaystyle b}는 {\displaystyle {1 \over a}}로 표시하며, {\displaystyle a}의 역수라 부른다.

## 혼합 연산 순서
사칙연산 등이 혼합되어 있는 수식의 계산은 일반적으로 다음의 순서를 따른다.
1. 괄호가 있을 경우
2. 거듭제곱이 있는 경우
3. 곱셈, 나눗셈
4. 덧셈, 뺄셈

## 오칙연산
사칙연산 이외에 일부 수학자들은 제5의 연산으로서 모듈러 연산인 합동산술을 사칙연산에 추가하여 그 중요성을 언급하기도 한다.

## 같이 보기
- 정수론
- 사칙연산
  - 덧셈
  - 뺄셈
  - 곱셈
  - 나눗셈
- 결합법칙
- 교환법칙
- 분배법칙
- 체
- 부호

## 참고 자료
- Cunnington, Susan. The story of arithmetic, a short history of its origin and development. Swan Sonnenschein, London, 1904.
- Dickson, Leonard Eugene. History of the theory of numbers. Three volumes. Reprints: Carnegie Institute of Washington, Washington, 1932. Chelsea, New York, 1952, 1966.
- Leonhard Euler, Elements of Algebra Tarquin Press, 2007
- Fine, Henry Burchard (1858-1928). The number system of algebra treated theoretically and historically. Leach, Shewell & Sanborn, Boston, 1891.
- Karpinski, Louis Charles (1878-1956). The history of arithmetic. Rand McNally, Chicago, 1925. Reprint: Russell & Russell, New York, 1965.
- Ore, Øystein. Number theory and its history. McGraw-Hill, New York, 1948.
- Weil, Andre. Number theory: an approach through history. Birkhauser, Boston, 1984. Reviewed: Math. Rev. 85c:01004.